# Eleccions al Parlament Escocès de 2007
Les Eleccions al Parlament escocès de 2007 se celebraren el 3 de maig de 2007, i foren les terceres des de la constitució del parlament el 1999. Les eleccions van coincidir amb les eleccions municipals en tots els municipis d'Escòcia, així com amb les eleccions a l'Assemblea Nacional de Gal·les i eleccions municipals en diverses viles i ciutats d'Anglaterra i Gal·les. Per primer cop guanya les eleccions el nacionalista Alex Salmond (SNP), bé que amb majoria relativa, i fou nomenat primer ministre d'Escòcia.

## Resultats
| ← Eleccions al Parlament escocès, 2007 → |                    |      |        |                |      |        |               |
| Partit                                   | Vots Constituència | %    | Escons | Vots Regionals | %    | Escons | Escons totals |
| Partit Nacional Escocès                  | 664.227            | 32,9 | 21     | 633.401        | 31,0 | 26     | 47            |
| Partit Laborista Escocès                 | 648.374            | 32,2 | 37     | 595.415        | 29,2 | 9      | 46            |
| Partit Conservador Escocès               | 334.743            | 16,6 | 4      | 284.005        | 13,9 | 13     | 17            |
| Liberal Demòcrates Escocesos             | 326.232            | 16,2 | 11     | 230.671        | 11,3 | 5      | 16            |
| Partit Verd Escocès                      | 2.971              | 0,2  | -      | 82.584         | 4,0  | 2      | 2             |
| Independent                              | 25.047             | 1,2  | -      | 21,320         | 1,0  | 1      | 1             |
| Scottish Senior Citizens Unity Party     | 1.702              | 0,1  | -      | 38.743         | 1,9  | -      | -             |
| Solidaritat                              | -                  | -    | -      | 31.066         | 1,5  | -      | -             |
| Cristians Escocesos                      | 4.586              | 0,2  | -      | 26.575         | 1,3  | -      | -             |
| Partit Nacional Britànic                 | -                  | -    | -      | 24.616         | 1,2  | -      | -             |
| Aliança dels Pobles Cristians            | -                  | -    | -      | 14.745         | 0,7  | -      | -             |
| Socialist Labour Party                   | -                  | -    | -      | 14.244         | 0,7  | -      | -             |
| Partit Socialista Escocès                | 525                | -    | -      | 12.731         | 0,6  | -      | -             |
| Independence UK                          | -                  | -    | -      | 8.197          | 0,4  | -      | -             |
| Publican Party                           | -                  | -    | -      | 5.905          | 0,3  | -      | -             |
| Partit Unionista Escocès                 | -                  | -    | -      | 4.401          | 0,2  | -      | -             |
| Veu Escocesa                             | 2.827              | 0,1  | -      | 5.995          | 0,3  | -      | -             |
| Total                                    | 2.026.376          | 52,8 | 73     | 2.042.109      |      | 56     | 129           |